# Liga Nord-Europeană de Baschet
Liga Nord-Europeană de Baschet (ENBL) este liga regională de baschet masculin profesionist din nordul, centrul și estul Europei; este organizată din 2021. Formatul ENBL se bazează pe liga europeană de baschet pentru tineret (fondată în 1998) – FIBA a aprobat competiția internațională pentru fete și băieți, care a inclus recent aproximativ 300 de echipe din 29 de țări.

## Istorie
Liga europeană de baschet de nord (ENBL) a fost fondată în vara anului 2021 pentru cluburile masculine profesioniste din Europa de Nord, Centrală și de Est. Este conceput pentru cluburile care doresc să concureze la nivel internațional la un nivel înalt.
Primul sezon a inclus opt echipe din Polonia, Cehia, Lituania, Letonia, Estonia, Belarus și Rusia, inclusiv mai multe medaliate naționale cu experiență regională și internațională largă.
Al doilea sezon a înregistrat o extindere la 16 echipe în două grupe. În timp ce echipele belaruse și rusești au fost excluse, echipe din Israel, Ucraina și Kosovo au aderat. O echipă din Serbia s-a alăturat, de asemenea, dar s-a retras în ultimul moment, ceea ce înseamnă că echipele participante au scăzut la 15.
În cel de-al treilea sezon ligii i s-au alăturat echipe din Belgia, Bulgaria, Danemarca, Marea Britanie, Olanda și România. Final Four-ul a avut loc în orașul danez Aarhus în aprilie 2024.
Sezonul regulat este împărțit în două grupe. Patru echipe din fiecare grupă vor avansa în play-off. Fiecare egalitate din faza sferturilor de finală se joacă pe două picioare. Echipele câștigătoare se califică în turneul Final Four.

## Format de concurs
Sezonul regulat este împărțit în două grupe. Patru echipe din fiecare grupă vor avansa în play-off. Fiecare egalitate din faza sferturilor de finală se joacă pe două picioare. Echipele câștigătoare se califică în turneul Final Four.

## Rezumat
| An              | Echipe | Final                          | Final | Final               | Semifinalisti         | Semifinalisti | Semifinalisti                   |
| An              | Echipe | Campioni                       | Scor  | Locul doi           | Locul trei            | Scor          | Locul patru                     |
| --------------- | ------ | ------------------------------ | ----- | ------------------- | --------------------- | ------------- | ------------------------------- |
| 2021–22 Detalii | 8      | Anwil Włocławek⁠(d)             | 90–79 | Šiauliai⁠(d)         | Brno⁠(d)               | 80–76         | Tartu Ülikool Maks & Moorits⁠(d) |
| 2022–23 Detalii | 15     | BM Stal Ostrów Wielkopolski⁠(d) | 70–66 | BC Wolves⁠(d)        | Start Lublin⁠(d)       | 86–62         | King Szczecin⁠(d)                |
| 2023–24 Detalii | 16     | Bakken Bears                   | 85–81 | CSO Voluntari       | Royal Liege Basket⁠(d) | 83–73         | Šiauliai⁠(d)                     |
| 2024–25 Detalii | 18     | CSO Voluntari                  | 95–82 | Newcastle Eagles⁠(d) | Dziki Varșovia⁠(d)     | 80–78         | Inter Bratislava⁠(d)             |

### Titluri pe club
| Rang | Echipă                         | campionate | Pe locul doi | Anii de campionat |
| ---- | ------------------------------ | ---------- | ------------ | ----------------- |
| 1.   | CSO Voluntari                  | 1          | 1            | 2024–25⁠(d)        |
| 2.   | Anwil Włocławek⁠(d)             | 1          | —            | 2021–22⁠(d)        |
| 2.   | BM Stal Ostrów Wielkopolski⁠(d) | 1          | —            | 2022–23⁠(d)        |
| 2.   | Bakken Bears                   | 1          | —            | 2023–24⁠(d)        |
| 3.   | BC Wolves⁠(d)                   | —          | 1            | —                 |
| 3.   | Šiauliai⁠(d)                    | —          | 1            | —                 |
| 3.   | Newcastle Eagles⁠(d)            | —          | 1            | —                 |

### Titluri pe țară
|   | Țară           | campionate | Pe locul doi | Anii de campionat |
| - | -------------- | ---------- | ------------ | ----------------- |
| 1 | Polonia        | 2          | —            | 2021–22, 2022–23  |
| 2 | România        | 1          | 1            | 2024–25           |
| 3 | Danemarca      | 1          | —            | 2023–24           |
| 4 | Lituania       | —          | 2            | —                 |
| 5 | Marea Britanie | —          | 1            | —                 |